# Aleph (nombre)
Cette page contient des caractères spéciaux ou non latins. S’ils s’affichent mal (▯, ?, etc.), consultez la page d’aide Unicode.
Pour les articles homonymes, voir Aleph.

Aleph-zéro, le plus petit aleph

En théorie des ensembles, les alephs sont les cardinaux des ensembles infinis bien ordonnés. En quelque sorte, le cardinal d'un ensemble représente sa « taille », indépendamment de toute structure que puisse avoir cet ensemble (celle d'ordre en particulier dans le cas présent). Ils sont nommés ainsi d'après la lettre aleph, notée א, première lettre de l'alphabet hébreu, qui est utilisée pour les représenter. En effet on montre que les alephs forment une classe propre elle-même « bien ordonnée », et il existe alors une et une seule « bijection » (une classe fonctionnelle bijective) croissante de la classe des ordinaux dans la classe des alephs. On utilise la notation ℵα pour désigner l'image de α par cette « bijection ».
En présence de l'axiome du choix, les alephs représentent les cardinaux de tous les ensembles infinis, en vertu du théorème de Zermelo qui dit qu'alors tout ensemble peut être bien ordonné. La définition même des alephs n'utilise cependant pas l'axiome du choix.
Le plus petit aleph est le cardinal de l'ensemble ℕ des entiers naturels, et on le note donc aleph-zéro ℵ0. Le suivant est noté aleph-un, ℵ1, puis ℵ2, et ainsi de suite.
La notation a été introduite par Georg Cantor, qui est le premier à s'être intéressé à la relation d'équipotence entre ensembles infinis, c'est-à-dire au fait d'être en bijection. Il s'est rendu compte que deux ensembles infinis pouvaient ne pas être équipotents. Il a ensuite introduit la notion de nombre cardinal, un nombre qui caractérise une classe d'équivalence pour l'équipotence. Pour Cantor, qui utilise implicitement l'axiome du choix, ou plutôt plus directement que tout ensemble peut être bien ordonné, les alephs représentent tous les cardinaux infinis.

## Définitions

### Ordinal initial infini
Plus formellement, dans la théorie des ensembles de Zermelo-Fraenkel, on appelle ordinal initial un ordinal qui n'est équipotent à aucun ordinal strictement inférieur, et on appelle aussi cardinal un tel ordinal, en particulier en présence de l'axiome du choix. Un ordinal étant par définition bien ordonné, tout ordinal est donc équipotent à un ordinal initial, et par là même tout ensemble bien ordonné également. Tout ordinal fini est un ordinal initial. Un aleph est par définition un ordinal initial infini. Le plus petit ordinal infini, ω, qui correspond au bon ordre usuel sur les entiers naturels, est également le plus petit aleph, et on le note, en tant que cardinal, ℵ0.

### La classe propre des alephs
La classe des ordinaux est une classe propre : c'est une version positive du paradoxe de Burali-Forti. On en déduit, grâce au schéma d'axiomes de remplacement, que la classe des ordinaux initiaux est aussi une classe propre.
En effet, si ce n'était pas le cas, à partir d'un certain rang, les ordinaux seraient tous équipotents, soit α le plus petit d'entre eux. Tout ordinal serait alors subpotent à α, et donc isomorphe à un bon ordre sur une partie de α. Un tel bon ordre est défini par son graphe : une partie de α × α. On peut donc définir par compréhension sur l'ensemble des parties de α × α, l'ensemble des bons ordres définis sur une partie de α. On associe à chacun de ces bons ordres son ordinal, et les ordinaux ainsi obtenus forment un ensemble par remplacement, ce ne peut donc être la classe de tous les ordinaux d'où la contradiction.
La classe des alephs est donc elle-même une classe propre, puisque les ordinaux initiaux finis forment un ensemble (qui est celui des entiers naturels).

### Définition par induction
Une classe propre d'ordinaux est nécessairement image de la classe des ordinaux par une unique classe fonctionnelle bijective croissante : la fonctionnelle se définit par induction ordinale.
Pour expliciter la définition dans le cas des alephs, on va noter ρ → ρ+ le successeur sur les ordinaux initiaux (c'est le cardinal successeur, qui diffère de l'ordinal successeur) : à ρ il associe le plus petit des ordinaux strictement supérieur à ρ et non équipotent à ρ. Il existe forcément un tel ordinal, puisque la classe des ordinaux initiaux est une classe propre, et que toute classe non vide d'ordinaux a un plus petit élément.
Il est possible alors de définir la suite ordinale aleph de la façon suivante :
{\displaystyle \aleph _{0}=\omega }
{\displaystyle \aleph _{\alpha +1}=\aleph _{\alpha }^{+}}
et pour λ, un ordinal limite infini :
{\displaystyle \aleph _{\lambda }=\bigcup _{\beta <\lambda }\aleph _{\beta }.}

### Cardinal successeur
Il est possible de donner une définition plus explicite du cardinal successeur. On associe à tout ensemble un ordinal initial, que l'on appelle ordinal ou cardinal de Hartogs, de la façon suivante. L'ordinal de Hartogs d'un ensemble a est l'ensemble de tous les ordinaux subpotents à a. Cet ensemble est évidemment un segment initial de la classe des ordinaux, donc un ordinal. Il est également évidemment initial.
Quand a est un ordinal initial ρ, l'ordinal de Hartogs de ρ n'est autre que ρ+, le cardinal successeur de ρ.

### Axiome du choix et cardinal d'un ensemble
Les définitions qui précèdent se font dans la théorie des ensembles de Zermelo-Fraenkel ; l'axiome du choix n'est jamais utilisé. L'axiome du choix équivaut au théorème de Zermelo qui énonce que tout ensemble peut être bien ordonné. Comme les ensembles finis (au sens : équipotents à un entier) sont par définition bien ordonnés, l'axiome du choix équivaut donc au fait que tout ensemble infini est équipotent à un aleph.
Dans la théorie des ensembles de Zermelo-Fraenkel avec axiome du choix, en abrégé ZFC, tout ensemble A est donc équipotent à un ordinal initial, qui est soit un entier si l'ensemble est fini, soit un aleph si l'ensemble est infini, et que l'on appelle alors cardinal de l'ensemble A.
En l'absence de l'axiome du choix, les alephs représentent les cardinaux des ensembles bien ordonnés infinis. On ne peut plus vraiment dire que ℵ0 est le plus petit cardinal infini : il pourrait exister des ensembles qui ne sont pas finis, c'est-à-dire qui ne sont équipotents à aucun entier, mais ne contiennent pas de partie dénombrable (de tels ensembles, qui ne sont équipotents à aucun de leurs sous-ensembles propres, sont dits finis au sens de Dedekind (en)).
De façon analogue, sans l'axiome du choix, tout ce que l'on peut dire du cardinal successeur ρ+ de ρ, c'est que tout ensemble qui aurait un cardinal compris entre ρ et ρ+, au sens de la subpotence, serait soit ρ soit ρ+. En effet un ensemble qui s'injecte dans l'ordinal ρ+ est nécessairement bien ordonné. Donc ρ+ est bien minimal, parmi les ensembles ayant un cardinal supérieur à ρ au sens de la subpotence, c'est-à-dire les ensembles dans lesquels ρ s'injecte. Par contre, sans axiome du choix, rien ne permet de dire qu'il en est le plus petit élément.

## Exemples

### Aleph-zéro
Aleph-zéro (ℵ0) est, par définition, le cardinal de l'ensemble des entiers naturels ; c'est le plus petit aleph. Si l'axiome du choix est vérifié, il s'agit également du plus petit cardinal infini. Un ensemble de cardinal ℵ0 est un ensemble infini dénombrable (comme l'ensemble des entiers relatifs et celui des nombres rationnels).

### Aleph-un
Aleph-un (ℵ1) est par définition le cardinal de l'ensemble des nombres ordinaux dénombrables (un ensemble lui-même non dénombrable). C'est aussi le cardinal de l'ensemble des nombres ordinaux infinis dénombrables. En présence de l'axiome du choix, ℵ1 est aussi le plus petit cardinal strictement supérieur au dénombrable, au sens où il s'injecte alors dans tout ensemble non dénombrable. Enfin, l’hypothèse du continu (indécidable dans ZFC), équivaut à ce que ℵ1 soit le cardinal de l’ensemble des nombres réels (voir plus bas #Continu).

### Aleph-ω
Le plus petit ordinal infini est noté ω. Les ordinaux strictement inférieurs à ω sont les entiers naturels. Le cardinal ℵω est donc par définition la borne supérieure des ℵn pour n entier naturel.

### Continu
Le cardinal de l'ensemble des nombres réels, appelé puissance du continu, est aussi celui de l'ensemble des parties de l'ensemble des entiers naturels. Il est noté 2ℵ0. Il faut l'axiome du choix pour montrer qu'il est bien ordonné, donc que 2ℵ0 est un aleph.
Dans ZFC, la place de 2ℵ0 dans la hiérarchie des alephs n'est cependant pas déterminée. On peut même démontrer que 2ℵ0 = ℵα est compatible avec ZFC pour la plupart des valeurs de α > 0, mais pas pour α de cofinalité ω (à cause du théorème de König) ; par exemple 2ℵ0 ne peut être égal à ℵω.
Une formulation de l'hypothèse du continu est l'affirmation que 2ℵ0 = ℵ1, dit autrement on peut bien ordonner l'ensemble des réels par un bon ordre de type ℵ1.

## Arithmétique cardinale
Ne doit pas être confondu avec arithmétique ordinale.
Les nombres cardinaux sont des nombres ordinaux, néanmoins, lorsque l'on parle d'arithmétique cardinale on parle d'une arithmétique différente de celle des nombres ordinaux. Le contexte permet généralement de savoir, en présence de nombres cardinaux, si les additions, multiplications ou exponentiations à considérer relèvent de l'arithmétique cardinale (utilisant des lettres hébraïques comme aleph ou beth) ou ordinale (utilisant des lettres grecques comme alpha ou beta).

### Somme et produit finis
La somme cardinale est par définition le cardinal de la somme disjointe, le produit cardinal celui du produit cartésien. La somme cardinale de deux ordinaux est donc le cardinal de leur somme ordinale, de même pour le produit, mais la somme ordinale de deux ordinaux initiaux n'est pas en général un ordinal initial, de même pour le produit : par exemple ω + ω et ω × ω ont tous deux la même cardinalité que ω, soit ℵ0.
On note cependant de la même façon somme cardinale et somme ordinale, le contexte et les notations employées étant sans ambigüité, et on opère de même pour les produits. Par exemple :
ω < ω + ω < ω × ω (somme et produit ordinaux)
 mais (bien que ℵ0 = ω par définition) :
ℵ0 = ℵ0 + ℵ0 = ℵ0 × ℵ0 (somme et produit cardinaux).
L'arithmétique de la somme et du produit des alephs (en nombre fini) est triviale à savoir que l'on a le résultat suivant :
ℵα + ℵβ = ℵα × ℵβ = max(ℵα, ℵβ).
En particulier, pour le carré cardinal :
ℵα × ℵα = ℵα
et pour l'exponentiation finie (qui se définit par récurrence sur ω) :
ℵαn = ℵα.
Le résultat initial se déduit de celui sur le carré cardinal par le théorème de Cantor-Bernstein. Pour ce dernier il suffit, étant donné un ordinal κ, d'exhiber un bon ordre sur κ × κ, qui, dans le cas où κ est un ordinal initial, est isomorphe à κ. C'est le cas de l'ordre suivant sur κ × κ (les couples d'ordinaux sont énumérés en « équerres » successives), pour (α, β), (γ, δ) ∈ κ × κ, on a (α, β) < (γ, δ) quand :
max(α, β) < max(γ,δ)
ou
max(α, β) = max(γ,δ) et α < γ
ou
max(α, β) = max(γ,δ) et α = γ et β < δ.
On montre alors qu'il s'agit d'un bon ordre sur κ × κ, puis, par récurrence ordinale sur α, que le bon ordre ainsi défini sur ℵα × ℵα a pour type d'ordre au plus ℵα, c'est-à-dire qu'il est isomorphe à un segment initial de ℵα (ce qui suffit pour la démonstration),,.
On en déduit, en présence de l'axiome du choix, le même résultat pour la somme et le produit de deux cardinaux infinis, c'est-à-dire que l'union disjointe et le produit de deux ensembles infinis sont équipotents entre eux et à celui des ensembles infinis qui a le plus grand cardinal (l'équipotence entre n'importe quel ensemble infini et son carré cartésien équivaut à l'axiome du choix, voir ordinal de Hartogs).
Le théorème sur le produit des alephs, ou encore ses conséquences pour les cardinaux infinis dans ZFC, est parfois appelé théorème de Hessenberg.

### Somme et produit infinis, exponentiation
L'exponentiation cardinale est définie par : card(A)card(B) = card(AB).
κλ est toujours égal soit à 2λ, soit à κ, soit à μcf(μ) pour un cardinal μ tel que cf(μ) ≤ λ < μ.

## Points fixes
Pour tout ordinal α : α ≤ ℵα.
Dans beaucoup de cas, ℵα est strictement supérieur à α. Cependant, certains ordinaux limites sont des points fixes de la fonction aleph. Le premier cardinal de ce type est la limite de la suite
{\displaystyle \aleph _{0},\aleph _{\aleph _{0}},\aleph _{\aleph _{\aleph _{0}}},\ldots }
Tout cardinal inaccessible est également un point fixe de la fonction aleph.